# Rayman : La Revanche des Hoodlums
Rayman : La Revanche des Hoodlums (Rayman Hoodlums' Revenge) est un jeu vidéo de la série Rayman sorti sur Game Boy Advance en 2005. Il met en scène la revanche d'André, le chef des Hoodlums dans Rayman 3: Hoodlum Havoc. Il reprend le principe des « lessives laser » qui donnent des pouvoirs spéciaux à Rayman.
Le jeu est réalisé en 3D isométrique contrairement aux précédents sur la console portable Nintendo.
Contrairement à la plupart des épisodes de Rayman, celui-ci n'a été édité que pour la Game Boy Advance.

## Accueil
- GameSpot : 7,3/10[1]
- IGN : 6,5/10[2]
- Jeuxvideo.com : 11/20[3]